# ミルコ・アンテヌッチ
ミルコ・アンテヌッチ（Mirco Antenucci、1984年9月8日 - ）はイタリア・テルモリ出身の元サッカー選手。現役時代のポジションはフォワード。

## 経歴
2007年7月、セリエAのカルチョ・カターニアに移籍した。カターニャではほとんどのシーズンを期限付き移籍に回され、2011-12シーズンは14試合に出場するも森本貴幸らの台頭によって出場機会を失った。
2011年1月23日、セリエBのトリノFCに移籍した。翌シーズンは主力としてクラブの1部昇格に貢献した。
2012年6月21日、カターニャに復帰した。
2014年8月、テルナーナ・カルチョでの活躍を受けてフットボールリーグ・チャンピオンシップのリーズ・ユナイテッドAFCに移籍した。2016年5月7日の自身のインスタグラムで退団を表明。
2016年6月30日、セリエBのS.P.A.L.に加入した。同シーズンにリーグ3位となる18ゴールを挙げチームの1部復帰に貢献すると、つづく2017-18シーズンはセリエAで11ゴールを記録するなど、エースストライカーとしてチームの1部残留に貢献した。
2019年7月13日、セリエCのSSCバーリに3年契約で加入した。
2023年7月13日、SPALに2年契約で復帰した。
2025年4月27日、現役を引退した。